# Germersheim (huyện)
Germersheim là một huyện (Kreis) in the về phía đông nam của Rheinland-Pfalz, Đức. Neighboring districts are (from west clockwise) Südliche Weinstraße, Rhein-Pfalz-Kreis, the district Karlsruhe cũng như thành phố Karlsruhe, và the tỉnh của Pháp Bas-Rhin.

## Lịch sử
Phần lớn khu vực này đã thuộc Palatinate từ thế kỷ 11. Các giám mục Speyer cũng đã sở hữu đất. Palatinate bị phá hủy trong các cuộc chiến tranh Napoleon, và các bang tăng lữ của Đức đã bị giải thể năm 1803. Sau một thời gian bị Pháp chiếm đóng, hội nghị Vienna đã quyết định giao các lãnh thổ cho Bavaria. Khu vực này vẫn thuộc Bavaria cho đến đệ nhị thế chiến; sau đó khu vực đã được hợp nhất vào bang mới thành lập Rhineland-Palatinate.

## Địa lý
Sông Rhine (trừ vài nơi) đánh dấu biên giới phía đông của huyện, sông Lauter tạo thành phần lớn ranh giới phía nam. Huyện có thung lũng sông Rhine. Ở phía bắc và đông có các khu vực rừng, phía nam là Bienwald (một khu vực rừng kéo dài về phía bắc của Alsace).

## Thị xã và đô thị
| Thị xã                           | Verbandsgemeinden | Verbandsgemeinden |
| -------------------------------- | --- | --- |
| 1. Germersheim 2. Wörth am Rhein | - 1. Bellheim 1. Bellheim1 2. Knittelsheim 3. Ottersheim bei Landau 4. Zeiskam - 2. Hagenbach 1. Berg 2. Hagenbach1, 2 3. Neuburg am Rhein 4. Scheibenhardt - 3. Jockgrim 1. Hatzenbühl 2. Jockgrim1 3. Neupotz 4. Rheinzabern | - 4. Kandel 1. Erlenbach bei Kandel 2. Freckenfeld 3. Kandel1, 2 4. Minfeld 5. Steinweiler 6. Vollmersweiler 7. Winden - 5. Lingenfeld 1. Freisbach 2. Lingenfeld1 3. Lustadt 4. Schwegenheim 5. Weingarten 6. Westheim - 6. Rülzheim 1. Hördt 2. Kuhardt 3. Leimersheim 4. Rülzheim1 |
|                                  | 1thủ phủ của Verbandsgemeinde; 2town | |